# Cochabamba (departement)
Cochabamba är ett departement i Bolivia med en area på 55 631 km² och 1 455 711 invånare (2001). Departementets huvudstad är Cochabamba.

## Provinser
Departementet är indelat i 16 provinser (huvudstad):
| Provins         | Huvudstad   |  |
| --------------- | ----------- |  |
| Arani           | Arani       |  |
| Arque           | Arque       |  |
| Ayopaya         | Ayopaya     |  |
| Bolívar         | Bolívar     |  |
| Capinota        | Capinota    |  |
| Carrasco        | Totora      |  |
| Cercado         | Cochabamba  |  |
| Chapare         | Sacaba      |  |
| Esteban Arze    | Tarata      |  |
| Germán Jordán   | Cliza       |  |
| Mizque          | Mizque      |  |
| Narciso Campero | Aiquile     |  |
| Punata          | Punata      |  |
| Quillacollo     | Quillacollo |  |
| Tapacarí        | Tapacarí    |  |
| Tiraque         | Tiraque     |  |